# 獎券基金

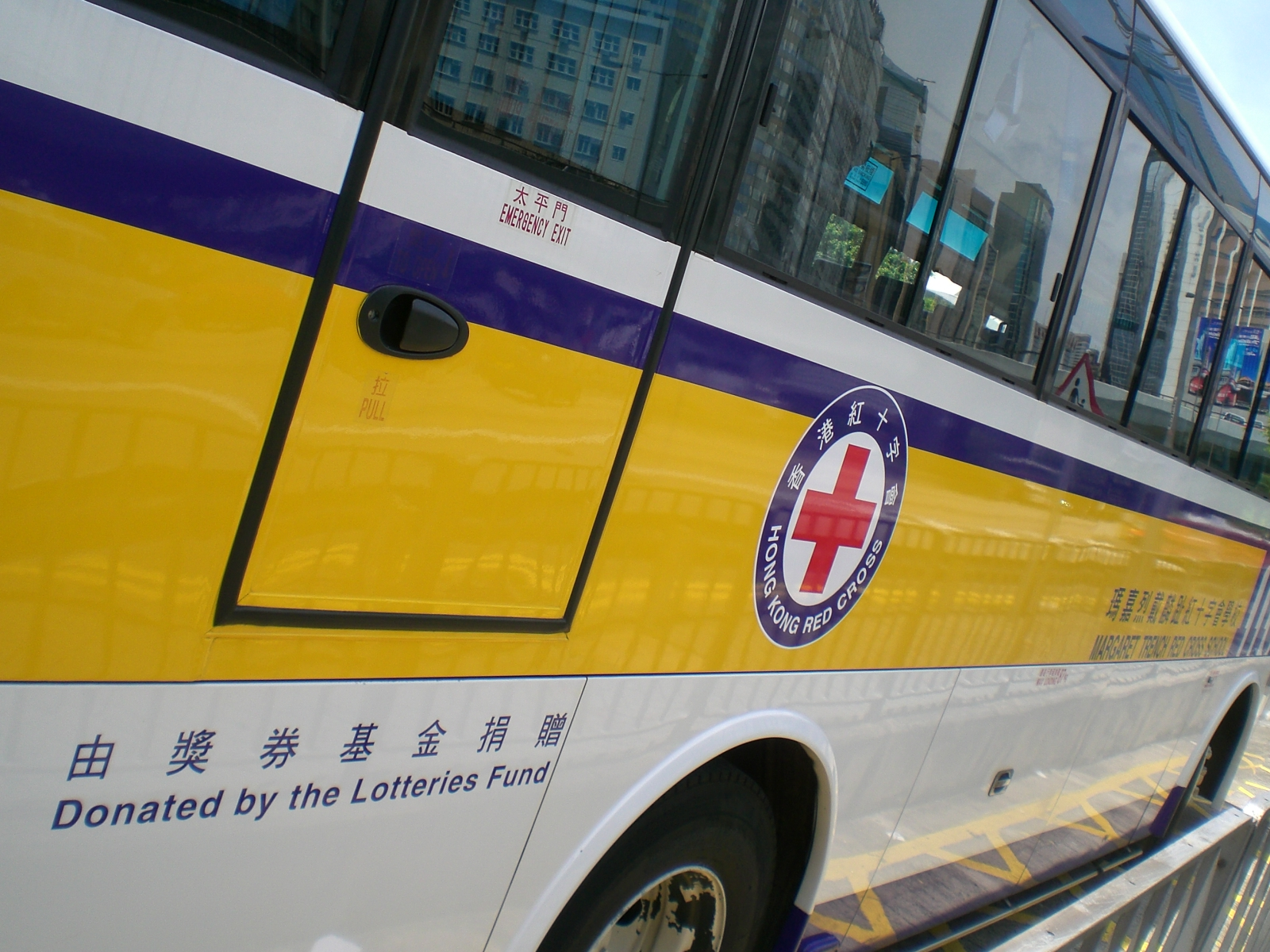
由政府獎券基金捐贈的香港紅十字會校巴

奬券基金（英語：Lotteries Fund）是於1965年6月30日由香港立法局通過成立，目的為以補助、貸款及墊款方式為各項社會福利服務提供財政資助。基金的主要收入來自六合彩的收益，亦包括車牌拍賣及投資收入等。
申請方法方面為由社會福利署署長獲得授權，根據獎券基金諮詢委員會的意見，批准或者審批有關撥款。該委員會成員包括社會福利署署長和勞工及福利局局長代表等。

## 收入來源
獎券基金的主要收入來源是六合彩的收益。其他經常收入包括投資收入和車牌號碼拍賣。2019至2020年度獎券基金結餘236.39億港元，2020至2021年度獎券基金的預算開支高達46.35億元，其中因預留11億元用作「建造檢疫隔離營單位以對抗新型冠狀病毒感染的建設費」，令獎券基金的結餘大減10%至212.52億港元。
- 2014至2015年度基金總收入為13.22億港元，支出8.75億港元
- 2015至2016年度基金總收入為13.31億港元，支出9.37億港元
- 2016至2017年度基金總收入為20.98億港元，支出13.3億港元
- 2017至2018年度基金總收入為19.2億港元，支出14.59億港元
- 2018至2019度基金總收入為23.46億港元，支出17.27億港元

## 部份受惠機構及項目
- 香港明愛
- 保良局
- 香港紅十字會
- 東華三院
- 因2019冠狀病毒病香港疫情而興建的檢疫中心[1]

## 相關
- 香港法例第334章《政府獎券條例》
- 審計署負責內部審計

## 外部参考
- 社會福利署獎券基金網站 （页面存档备份，存于）
- 社會福利署獎券基金諮詢委員會網站 （页面存档备份，存于）
- 香港政府2007-08年度預算案有關獎券基金的報告，列出香港受惠的 （页面存档备份，存于） 慈善團體
- 香港政府獎券基金；帳目報告 （页面存档备份，存于）
- 獎券基金上季1.4億撥福利服務 （页面存档备份，存于）
- 取消關愛基金 改革獎券基金[永久]